# 麥氏黏盲鰻
麥氏黏盲鳗，为盲鳗科黏盲鳗属的鱼类。分布於中太平洋東部，包括加州南部至加利福尼亞灣海域，屬底棲魚類，棲息深度在水深43至415公尺，體長可達47公分，棲息在泥底質海域。